# Исатай—Махамбет (мемориальный комплекс)
Архитектурно-мемориальный комплекс «Исатай—Махамбет» (каз. «Исатай—Махамбет» сәулеттік-мемориалдық кешені) — достопримечательность города Атырау, включающая монумент Исатаю Тайманову и Махамбету Утемисову и прилегающие к нему аллею Акжол и ландшафтный мини-парк. Входит в список памятников истории и культуры местного значения Атырауской области.
Мемориальный комплекс был открыт 14 сентября 2003 года президентом Казахстана Нурсултаном Назарбаевым в честь 200-летия Махамбета Утемисова.

## Архитектура
Монумент Исатай—Махамбет представляет собой двухфигурную конную композицию, покрытую бронзой, высотой более 5 метров, воздвигнутую на двухметровом постаменте. Общая высота ансамбля составляет около 11 метров. С тыльной стороны монумента установлена усечённая сфера, представляющая собой раскрытый курган, на срезе которого размещён барельеф «Едиль—Жайык», символизирующий единство Исатая и Махамбета с народом. На территории площади вокруг монумента были симметрично установлены 16 гранитных плит, на которых высечены стихотворения Махамбета Утемисова.